# Isoeugenylformiat
Isoeugenylformiat ist eine organische Verbindung aus der Gruppe der Carbonsäureester. Sie leitet sich von Isoeugenol und Ameisensäure ab.

## Herstellung
Isoeugenylformiat kann durch Veresterung von Isoeugenol mit Ameisensäure in Gegenwart von Phosgen in Pyridin hergestellt werden.

## Verwendung
Isoeugenylformiat ist in der EU unter der FL-Nummer 09.089 als Aromastoff für Lebensmittel zugelassen.